# 宮崎信行
宮崎 信行（1974年 - ）は日本の政治ジャーナリスト、ブロガー。
日本大学第二中・高等学校卒業。在学中にアメリカ・サンディエゴに留学。
1992年 早稲田大学政治経済学部政治学科に入学、政治学学士。学生時代は、政治サークル鵬志会で幹事長をつとめる。早稲田大学は1997年3月卒業で、一部ニュースサイトの1995年卒業は誤り。1997年4月 日本経済新聞社入社。政治部配属。橋本龍太郎首相番、首相官邸、民主党、労働省、総務庁を担当。独立行政法人にも情報公開法、細川護熙氏議員辞職で後継に松野頼久氏指名などスクープ。
横浜支局で神奈川県、横浜市、相模原市、厚木市、大和市の行政・企業・まちづくりを担当。関東自動車の深浦工場売却、横浜トヨペットのネッツトヨタ静岡出資、日産自動車が旧座間工場の土地売却断念で中古車店開業もスクープ。
2005年9月 日本経済新聞社退社、実父が創業・経営する、宮崎機械株式会社に入社し財務を担当、社長個人の副業のアパート管理、貸工場部門を自ら立案・企画し、自己資金で立ち上げる。2015年9月　代表取締役専務　2018年10月　代表取締役社長。創業者の株を相続し他の株主からも買い集めて、2018年12月　100%株主になった当日に臨時株主総会を開催し、他の取締役・監査役が依願退任。この間、遺書盗難、香典盗難、故人の口座が凍結直前の多額の振り込み、終末期医療費を建て替えたと主張する者の出現、多人数の第三者による集団墓参、四十九日法要での自動車を使った妨害など数々の試練を主取引銀行の支持取り付けで乗り越える。2019年4月　祖業廃業。その後は毎期、有形固定資産を増やしている。2024年に、地域のランドマークである本社ビルを売却。
2007年8月、ニュースサイト宮崎信行の国会傍聴記を開設。旧民主党系、内閣府記者会見には、2009年頃から参加。
2019年 共同通信きさらぎ会に正式法人会員として入会。東京本部所属。2024年に不動産特化のため退会。公益財団法人渋沢栄一記念財団（旧・龍門社）の法人会員。
現在も、政治ジャーナリストとして、立憲民主党を中心に政治、国会、国政選挙取材を続け、発表している。立憲民主党界隈では最重鎮の取材者。有力週刊誌の政治家評者の常連では若くして頭角をあらわし、現在でも比較的年齢が若くスキャンダルもないことから次代の政治ジャーナリストの代表格として期待されている。

## 著作等
- 戦略プロジェクト21 神奈川県--臨海部再生を軸に環境共生へ[1]
- 特集 広がる自治体のGIS活用
掲載誌：2002.11.4 日経地域情報
掲載ページ：p.1～10[2]
- 全国調査 自治体の企業会計的手法導入--浸透する行政コスト計算書作成[3]
- 断面 田中康夫氏、長野県知事選圧勝 「怒れる無党派」健在 進む「脱公共事業」の流れ[4]
- 全国調査 都道府県・政令市の人事交流(下)民間との交流拡大 積極派と消極派に2極化--関連の一覧表 民間企業などへの派遣者数および派遣先[5]
- 全国調査 自治体の民間管理手法(下)進化する行政評価--導入済み・試行中の都道府県は95%、市は35%[6]
- 2012年～2015年まで週刊女性（主婦と生活社）で「気になるニュースの言葉」連載[7]

- 日経キーワード重要500〈2004年度版〉[8]

- 日経キーワード重要500〈2005年度版〉[9]

## 出演
- フジテレビ　百識王 2010年4月14日
- フジテレビ　百識王 2010年4月21日「国会傍聴の達人 宮崎信行」として特集される
- テレビ朝日　激論どっちマニア内、裁判傍聴マニアＶＳ国会傍聴マニアのコーナ 2014年4月13日
- 毎日新聞朝刊にインタビュー掲載。2017年3月　2017年7月11日　2017年8月